# Filippino Lippi
Filippo Lippi, detto Filippino Lippi per distinguerlo dal padre (Prato, 1457 – Firenze, 1504), è stato un pittore italiano.
Riprese lo stile lineare del suo maestro Sandro Botticelli, ma lo usò per creare opere in cui risaltasse il carattere irreale della scena con figure allungate e scene ricche di dettagli fantasiosi. Dopo un viaggio a Roma compiuto tra il 1488 e il 1492, dove studiò sia i monumenti antichi sia gli affreschi di Melozzo da Forlì e di Pinturicchio, riportò a Firenze il gusto per la decorazione a grottesche, che nei suoi dipinti divenne decorazione "animata", misteriosa, fantastica e inquietante, legandosi al clima di crisi politica e culturale della Firenze di Girolamo Savonarola.
La pittura di Filippino è tra le più rappresentative dell'evoluzione a Firenze avvenuta alla fine del XV secolo: dall'età dell'equilibrio e della purezza lineare l'arte venne traghettata all'esasperazione espressiva e alle tensioni appassionate, che sfociarono poi nel manierismo. Fu uno dei primi pittori in assoluto a usare, sebbene relegata a dettagli secondari, una pennellata visibile e pastosa, "impressionistica". Il suo esempio venne ripreso e sviluppato da alcuni artisti fiorentini come Rosso Fiorentino, ed è possibile tracciare una linea ideale che lega lo sviluppo di questa tecnica, attraverso Parmigianino, il tardo Tiziano, Rubens, Rembrandt, Fragonard, fino ad arrivare agli impressionisti.

## Vita e opere

### Origini
Le origini di Filippino Lippi sono alquanto singolari, figlio del frate carmelitano Filippo Lippi e della monaca Lucrezia Buti. Come racconta il Vasari i due si erano conosciuti a Prato quando Lippi padre, occupato negli affreschi del Duomo, era diventato cappellano nel monastero di Lucrezia. Un giorno chiese alla madre badessa di poter ritrarre la giovane monaca in una pala della Madonna col Bambino e, ottenuto il permesso dopo qualche esitazione, dovette scoccare tra i due una scintilla, tanto che in occasione della processione della Sacra Cintola Filippo rapì la modella, con grande scandalo. Filippino nacque nel 1457, prima che i due si sposassero. Per riparare al fattaccio Cosimo de' Medici intercesse presso papa Pio II perché i due ottenessero una dispensa per potersi sposare. Anche se il matrimonio non avvenne - poiché, come riporta il Vasari, Filippo padre preferiva fare "di sé e dell'appetito suo" come gli pareva - i due convissero in una casa in piazza del Duomo, raccogliendo la grande tolleranza delle autorità religiose che, pur avendo tolto a Filippo l'incarico di cappellano, gli confermarono l'incarico per gli affreschi del Duomo, al quale l'artista lavorò fino al 1464.
Proprio in quel cantiere il giovanissimo Filippino stette a contatto con la cerchia di pittori aiutanti del padre e conobbe il giovane Sandro Botticelli, più grande di dodici anni. Filippo ricevette altri incarichi a Prato fino al 1467.
Quell'anno fu chiamato a Spoleto dove si recò col figlio Filippino, che in quell'occasione iniziò a lavorare come garzone di bottega nel cantiere del Duomo. Nella città umbra Filippo morì pochi anni dopo, nel 1469, lasciando il figlio allora dodicenne nelle mani del suo primo aiutante Fra Diamante, che capeggiò il gruppo di allievi ed aiutanti fino alla conclusione degli affreschi con le Storie della Vergine.
Per un certo periodo Filippino restò a bottega di Fra' Diamante, ma la sua scarsa personalità artistica incise poco sulla formazione del giovane.

### Nella bottega di Botticelli

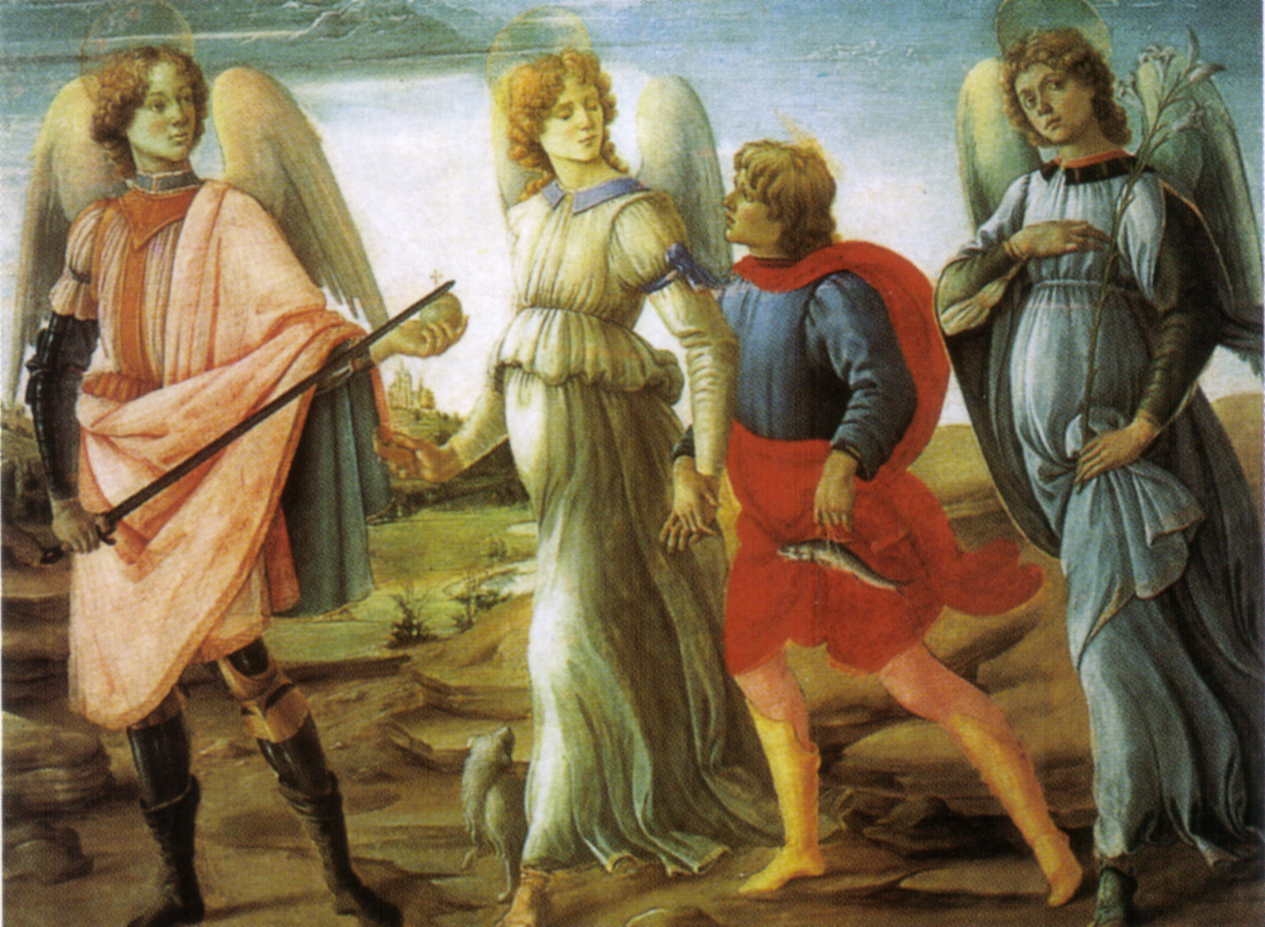
Tre arcangeli e Tobiolo (1485), opera ancora di ascendenza botticelliana

Nel 1472, a quattordici/quindici anni, entrò dunque nella bottega fiorentina di una personalità di tutt'altro rilievo, Sandro Botticelli, colui che, come scrive anche Vasari, aveva primeggiato tra gli allievi di suo padre Filippo, comprendendone e assimilandone lo stile più di ogni altro. In quello stesso anno Sandro iscrisse Filippino alla Compagnia di San Luca, della quale faceva egli stesso parte e il giovanissimo pittore dipinse l'Annunciazione, oggi conservata alla Galleria dell'Accademia.
Le primissime opere di Filippino sono di stretta osservanza botticelliana, tanto che il grande storico dell'arte Bernard Berenson, quando nelle attribuzioni non compariva ancora il nome di Filippino, era solito riferirsi all'autore di tali lavori come all'anonimo "Amico di Sandro". A questo gruppo, databile tra il 1475 e il 1480 circa, appartengono le Madonne di Berlino, Londra e Washington, i Tre arcangeli e Tobiolo della Galleria Sabauda di Torino, la Madonna del Mare della Galleria dell'Accademia (forse di Sandro Botticelli) e i cassoni con le Storie di Ester, Storie di Lucrezia e Storie di Virginia (1480). Questi lavori sono caratterizzati da una dolcezza inquieta, con ritmi sinuosi e un disegno sempre molto controllato. Nel 1473 è documentata una perduta pala per una chiesa di Pistoia e la Deposizione del museo di Cherbourg.
Vasari attribuì a Filippino l'idea di abbellire le figure, soprattutto femminili, con "vesti all'antica", intendendo le vaporose vesti di seta svolazzante di alcuni suoi dipinti che si ritrovano anche in opere di Botticelli, di Ghirlandaio e altri. In realtà tale primato in pittura spetta al Tondo Bartolini (1465 circa) di suo padre Filippo, a sua volta forse ispirato da sculture come il San Giorgio libera la principessa di Donatello (1416-1417).

### Roma
Nel 1481 pare che Filippino fosse a Roma con Sandro per aiutarlo negli affreschi nella cappella Sistina. La sua presenza non è comprovata da documenti certi, ma ne fa menzione Francesco Albertini nella sua Mirabilia Urbis (una guida delle bellezze di Roma) del 1510. Inoltre alcuni brani degli affreschi botticelliani appaiono in opere successive di Filippino, come, per esempio, la forma dei turiboli della Punizione dei ribelli che ricompare nell'Assunzione della cappella Carafa: un dettaglio difficilmente visibile da terra e che presuppone una veduta dai ponteggi.
In ogni caso Botticelli fece ritorno a Firenze nei primi mesi del 1482 e con lui, probabilmente, Filippino.

### La Villa di Spedaletto
Nel 1483 partecipò al più ambizioso programma decorativo avviato da Lorenzo il Magnifico, la decorazione della villa di Spedaletto, presso Volterra, dove vennero radunati i migliori artisti sulla scena fiorentina dell'epoca: Pietro Perugino, Sandro Botticelli, Domenico Ghirlandaio e Filippino. Le scene, che avevano un carattere squisitamente mitologico, come è noto, andarono completamente perdute.

### Il completamento della Cappella Brancacci

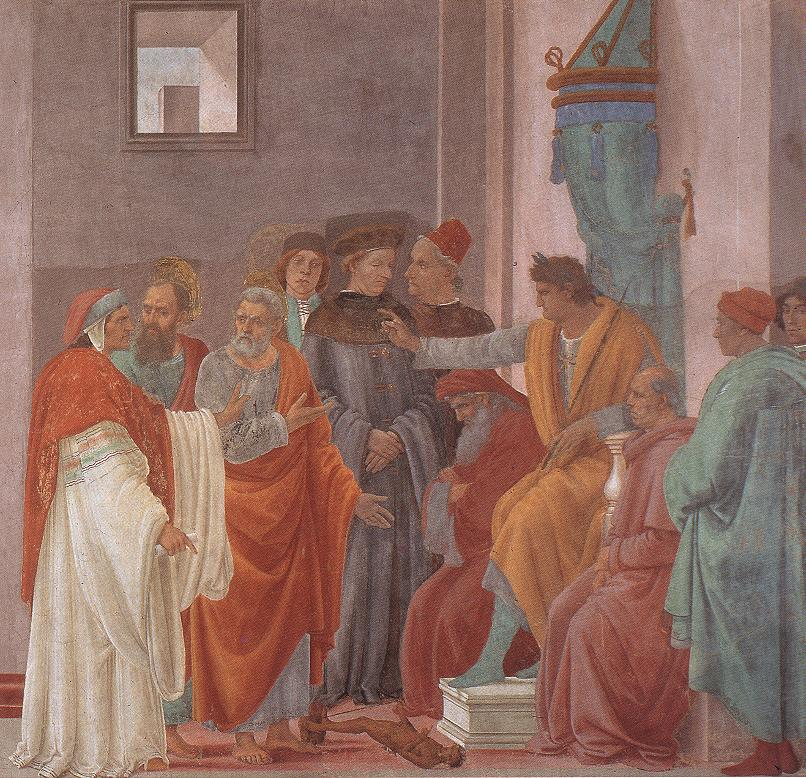
Cappella Brancacci, Disputa di Simon Mago

Agli inizi degli anni ottanta Filippino iniziò a ricevere commissioni importanti e il suo stile maturò velocemente verso forme più personali. Dal 1482 dipinse due tondi dell''Annunciazione per San Gimignano, seguiti l'anno dopo dalla Pala Magrini, e in pannelli per San Ponziano a Lucca (questi ultimi oggi alla Norton Simon Art Foundation di Pasadena).
Il 31 dicembre 1482 l'artista venne nominato nella commissione per affrescare una parete nella Sala dell'Udienza a Palazzo Vecchio, opera non eseguita, ma che testimonia come iniziasse a farsi un nome ricevendo commissioni ufficiali.
Nello stesso periodo gli venne commissionata la conclusione del ciclo della Cappella Brancacci. Qui, entro il 1485, completò le Storie di san Pietro di Masaccio con gli episodi: Disputa di Simon Mago e crocifissione di san Pietro, Resurrezione del figlio di Teofilo, San Pietro in carcere visitato da san Paolo, Liberazione di san Pietro dal carcere.
Filippino venne probabilmente scelto per la fedeltà stilistica a suo padre, primo allievo di Masaccio, impegnandosi a completare la fascia inferiore di affreschi, in parte lasciata a metà da Masaccio (o forse parzialmente distrutta per la presenza di ritratti di personaggi "scomodi") e in parte da rifare ex novo. Filippino si sforzò di adattarsi allo stile dell'illustre predecessore (che vi aveva lavorato fino al 1427 circa), accordando la gamma cromatica, semplificando al massimo le figure e mantenendo un rigore più stretto possibile. Se in alcuni brani la mimesi può dirsi perfettamente compiuta (come nel paesaggio della Resurrezione del figlio di Teofilo, incertamente attribuito all'uno o all'altro), nel modo di rappresentare i personaggi invece si può misurare la distanza della raffinata arte dell'epoca di Lorenzo il Magnifico rispetto all'austerità e la mancanza d'ornamento di Masaccio. Nonostante ciò la visione globale risulta armonica, con le differenze percepibili solo a un esame attento.
La datazione degli affreschi della Cappella Brancacci è problematica e si basa solo su elementi indiziali. In ogni caso dovette essere completa non più tardi del 1487.

### La Pala degli Otto e l'Apparizione della Vergine a san Bernardo

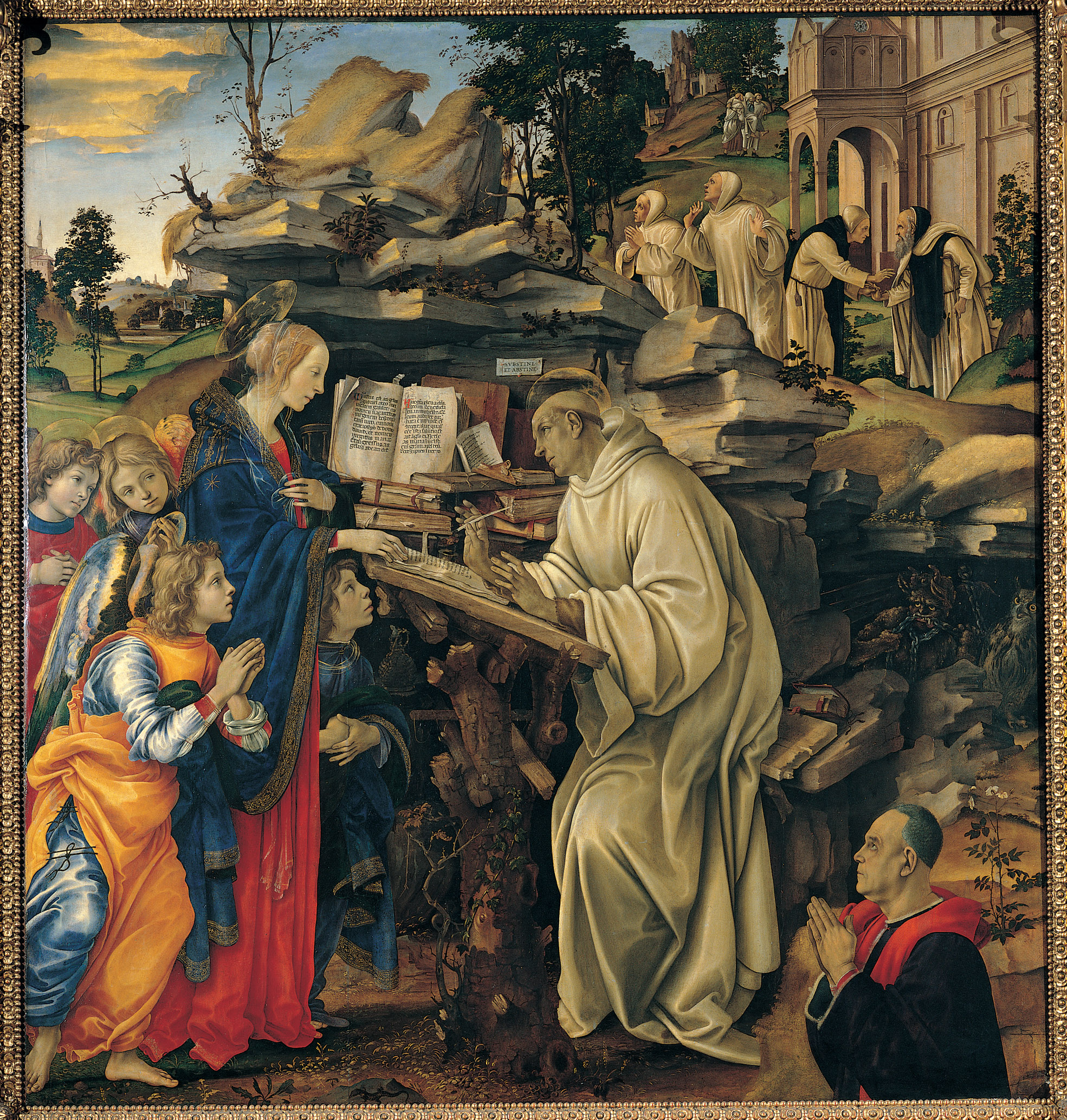
Apparizione della Vergine a san Bernardo (1486), Badia Fiorentina, Firenze

Nel 1486 datò, al 20 febbraio, la cosiddetta Pala degli Otto, una grande tavola devozionale per la sala degli Otto di Pratica di Palazzo Vecchio, dove si colgono influssi di Leonardo da Vinci soprattutto nella fisionomia della Madonna. Lo stesso anno veniva completata anche l'Apparizione della Vergine a san Bernardo per il convento delle Campora, fuori da Porta Romana, oggi conservata alla Badia Fiorentina. In questa opera la composizione ha un carattere irreale che risulta sia dai moduli allungati delle figure, sia dalla scenario di rocce e tronchi fantasmagorici e quasi antropomorfi.
Il 21 aprile 1487 gli venne commissionata da Filippo Strozzi la decorazione della cappella di famiglia in Santa Maria Novella con Storie di San Giovanni Evangelista e di San Filippo, lavoro che venne presto interrotto per la sua partenza a Roma.
All'inizio del 1488 fece due perduti dipinti da inviare a Mattia Corvino, re d'Ungheria.

### Spoleto
Chiamato a Roma, Filippino si fermò durante il viaggio a Spoleto, per richiedere le spoglie del padre su incarico del Magnifico, che aveva in progetto un ciclo di monumenti funebri dei più grandi artisti toscani da collocare nel Duomo di Firenze. I canonici di Spoleto però si opposero, argomentando che la loro "giovane" cattedrale non conteneva ancora tombe illustri, mentre a Firenze erano sepolti tanti grandi maestri. Alla fine Lorenzo desistette, affidando a Filippino il disegno di un monumento per il Lippi padre, che venne poi eseguito da altri artisti.

### La Cappella Carafa a Roma

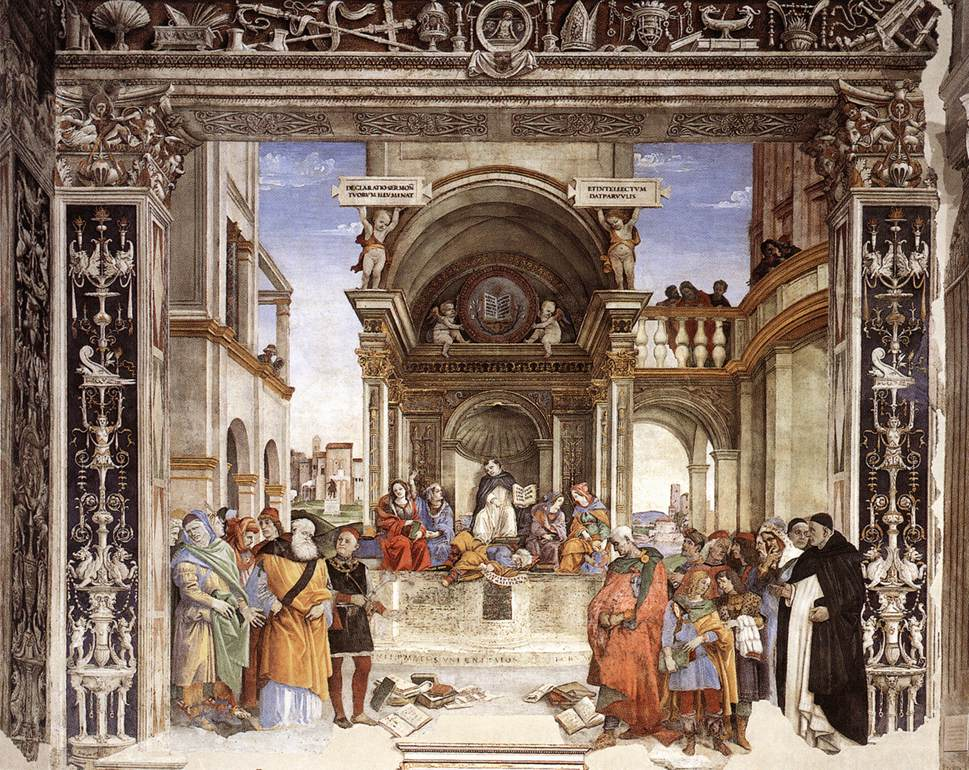
Disputa di san Tommaso, Cappella Carafa

Il 27 agosto 1488 Filippino è documentato a Roma dove, su raccomandazione di Lorenzo de' Medici, aveva ricevuto l'incarico dal cardinale Oliviero Carafa di affrescare la sua cappella di famiglia in Santa Maria sopra Minerva; in questi affreschi, anteposti per la loro importanza alla commissione fiorentina dello Strozzi, Filippino rivelò una costante e varia ripresa dell'antico.
Filippino si ritrovò nel pieno del revival classicista legato alla prima epoca d'oro delle scoperte archeologiche romane. In questo contesto elaborò uno stile unico, caratterizzato dall'estro e da una visione anticlassica, dove l'immagine è frammentata in un eclettico insieme di citazioni e rimandi alla scultura e alla decorazione dell'Antichità, accumulati con una fantasia illimitata, talvolta depistante.
Nel 1489 visitò forse anche Venezia, come scritto sul contratto per la cappella di Filippo Strozzi.

### La Cappella di Filippo Strozzi

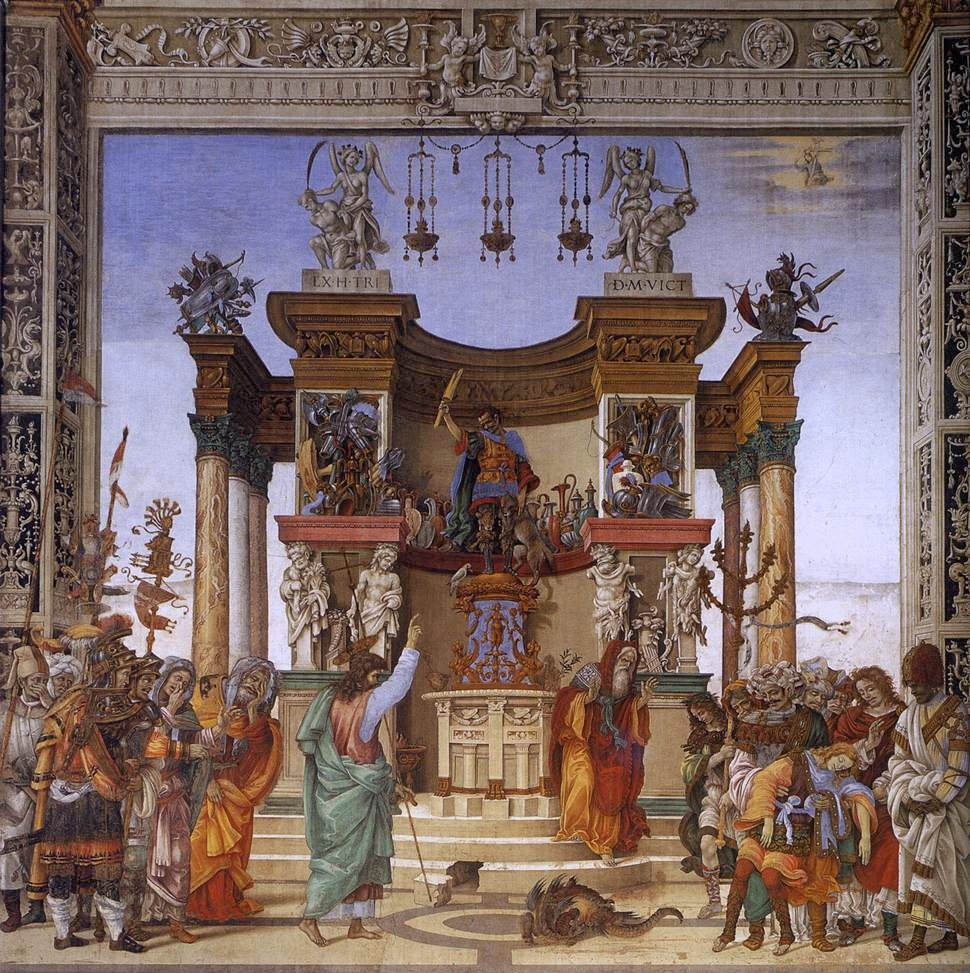
San Filippo scaccia il dragone dal tempio di Hierapolis, Cappella di Filippo Strozzi, Santa Maria Novella, Firenze

Tornato da Roma Filippino nel 1491 partecipò a un concorso per la facciata del Duomo di Firenze. Riprese il ciclo in Santa Maria Novella per la cappella di Filippo Strozzi, appena avviato prima della sua partenza, completandolo nel 1502. Dopo la morte del committente, fra il giugno e il luglio 1503, vennero installate le vetrate della cappella, su disegno di Filippino stesso, con la Madonna col Bambino, due angeli e i Santi Filippo e Giovanni.
I dipinti di questo ciclo sono uno specchio della crisi politica e religiosa fiorentina: infatti il soggetto degli affreschi, lo scontro tra Cristianesimo e paganesimo, è un tema largamente dibattuto nella Firenze all'epoca dominata da Girolamo Savonarola. Filippino inserì i suoi personaggi in scenografie che ricreano il mondo antico in ogni minimo dettaglio ma le sovraccaricò di decorazioni a grottesche, frutto del soggiorno romano, tanto da creare una decorazione "animata", misteriosa, fantastica e inquietante, raggiungendo l'irrealtà di un incubo. In questa architettura Filippino pose carnefici feroci deformati da smorfie, che si accaniscono contro i santi. Nella scena con San Filippo scaccia il mostro dal tempio, l'altare è realizzato con un accumulo di trofei, telamoni e sfingi, da sembrare anche al Vasari un tempio vero e proprio; la statua di Marte, con ai piedi un picchio e un lupo, è una figura viva che sembra sfidare il santo cristiano. Secondo la Leggenda Aurea infatti, san Filippo era stato fatto prigioniero dai pagani di Scizia, e venne portato nel tempio di Marte per obbligarlo a sacrificare al Dio pagano, ma dal basamento dell'altare egli evocò un mostro, simbolo del demonio, che uccise col suo fiato molti presenti, tra cui il figlio del sacerdote che stava preparando il sacrificio; nel cielo sulla destra è l'apparizione di Cristo con la Croce.

### Importanti commissioni su tavola

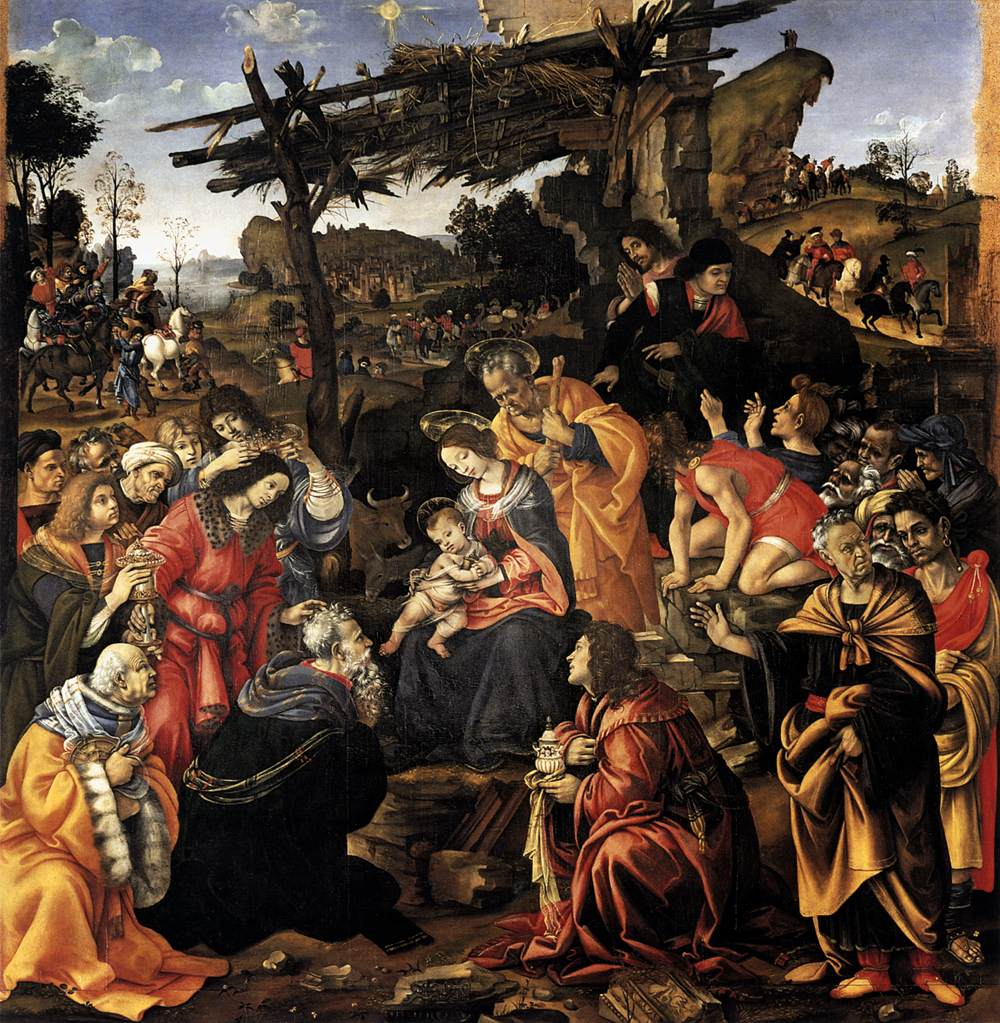
Adorazione dei Magi, Galleria degli Uffizi, Firenze (1496)

Rientrato a Firenze nel 1493, eseguì l'Apparizione di Cristo alla Madonna, conservata a Monaco di Baviera, da identificare forse con la tavola ricordata da Vasari in San Francesco al Palco a Prato. Nel 1498 circa eseguì successivamente la Pala Nerli per Tanai de' Nerli per la chiesa di Santo Spirito. Lo stesso anno fece parte di una commissione per il restauro della lanterna della cupola di Santa Maria del Fiore.
Firmata e datata 29 marzo 1496 è l'Adorazione dei Magi, per la chiesa di San Donato a Scopeto, ora agli Uffizi, con il ritratto di Lorenzo di Pier Francesco de' Medici: la scelta dei frati cadde su Filippino dopo che Leonardo da Vinci aveva lasciata incompleta la sua Adorazione. Ispirata all'Adorazione di Botticelli oggi agli Uffizi e con un'innegabile suggestione derivata da quella di Leonardo da Vinci, l'opera si discosta anche dai modelli per la resa lenticolare dei dettagli, derivata dal modello dei fiamminghi, e per la coralità della rappresentazione in cui tutti i personaggi, sia in primo piano sia nello sfondo, convergono verso il miracolo della Natività seguendo la stella cometa.

### L'influenza di Savonarola
In quegli anni Filippino visse, come tutti i fiorentini, le questioni legate all'ascesa e alla caduta di Savonarola e le lotte tra i due partiti, uno favorevole al frate (i Piagnoni) e uno favorevole ai Medici (i Palleschi), che si affrontarono più volte anche in scontri aperti. Si delineava in quegli anni anche un'arte su due binari, a seconda della committenza da parte di simpatizzanti di uno o dell'altro partito. Così accanto ad opere sfarzose dell'aristocrazia legata ai Medici, si assiste anche alla produzione di opere di austero ascetismo, legate alle predicazioni del frate ferrarese, che riguardarono molti artisti. Non pare che Filippino vivesse una crisi mistica come era accaduto a Botticelli, ma lavorò piuttosto per l'una e l'altra sponda.
Esempio classico di opera dall'intenso misticismo è la coppia di pannelli con San Giovanni Battista e la Maddalena, entrambi oggi alla Galleria dell'Accademia, facenti forse originariamente parte di un trittico con una Crocifissione tra Maria e san Francesco arcaizzante a fondo oro, già a Berlino, distrutta durante la seconda guerra mondiale.

### Ludovico il Moro e Lorenzo il Magnifico
Al 1493 appartiene l'affresco con la Morte di Laocoonte della villa medicea di Poggio a Caiano, commissionato da Lorenzo il Magnifico e gravemente danneggiato poiché collocato sotto la loggetta esterna.
In seguito, nel 1494,  il duca di Milano Ludovico il Moro gli affidò una commissione prestigiosissima, la pala dell'altar maggiore per la chiesa ducale della Certosa di Pavia. Il dipinto, che avrebbe dovuto rappresentare una Deposizione, non fu però mai completato.

### Il Tabernacolo del canto del Mercatale di Prato

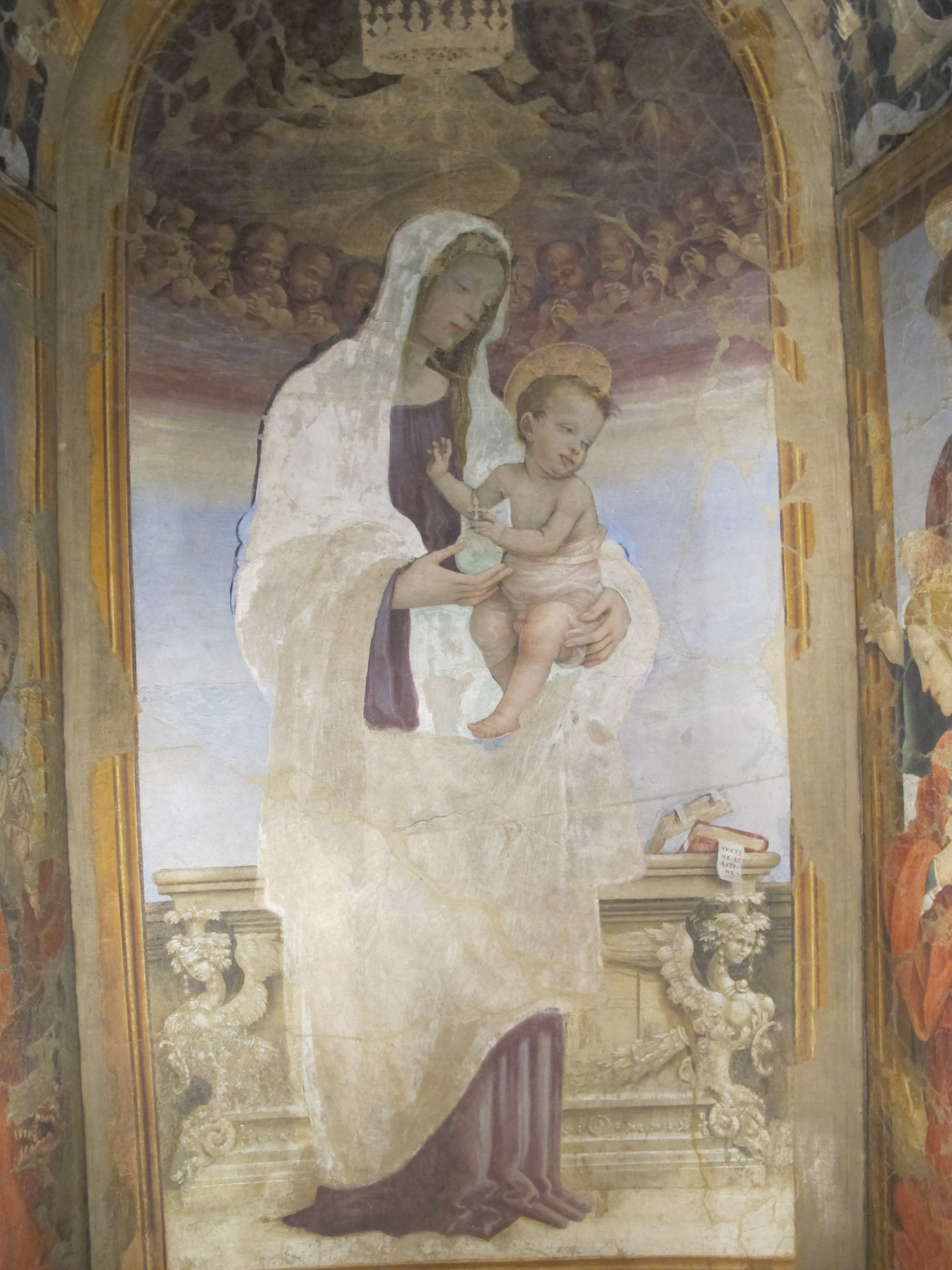
Filippino lippi,Tabernacolo del canto del Mercatale, Prato, Museo Civico

Risale a quegli anni anche un'imponente opera per la città di Prato, il Tabernacolo del canto del Mercatale, oggi nel Museo Civico della città: gravemente danneggiato durante un bombardamento nel 1944, fu recuperato e incredibilmente restaurato. Commissionato dalla famiglia Tieri per il "Canto al Mercatale, vicino a certe case [...] dirimpetto alle monache di Santa Margherita", scriveva Giorgio Vasari nel 1550. Datato 1498 nella volta, fu probabilmente realizzato nell'estate di quell'anno. La cornice dipinta sotto la Madonna e il Bambino include lo stemma dei Tieri, un'importante famiglia pratese che, come Filippino, possedeva una casa nei pressi del tabernacolo. Questo affresco ispirò al Vasari una lode appassionata trovandolo "molto bello e lodato per esservi una Nostra Donna e bellissima e modestissima con un coro di Serafini in campo di splendore: il che sofisticamente dimostra che è cercava penetrare con lo ingegno nelle cose del Cielo. Et in questo lavoro medesimo dimostrò arte e bella advertenzia in un serpente che è sotto a Santa Margherita, tanto strano e sì pauroso, che fa conoscere dove abita il veleno, il fuoco e la morte; et il resto di tutta l'opera è colorito con tanta freschezza e vivacità, che merita di esser lodato infinitamente".

### Le ultime opere

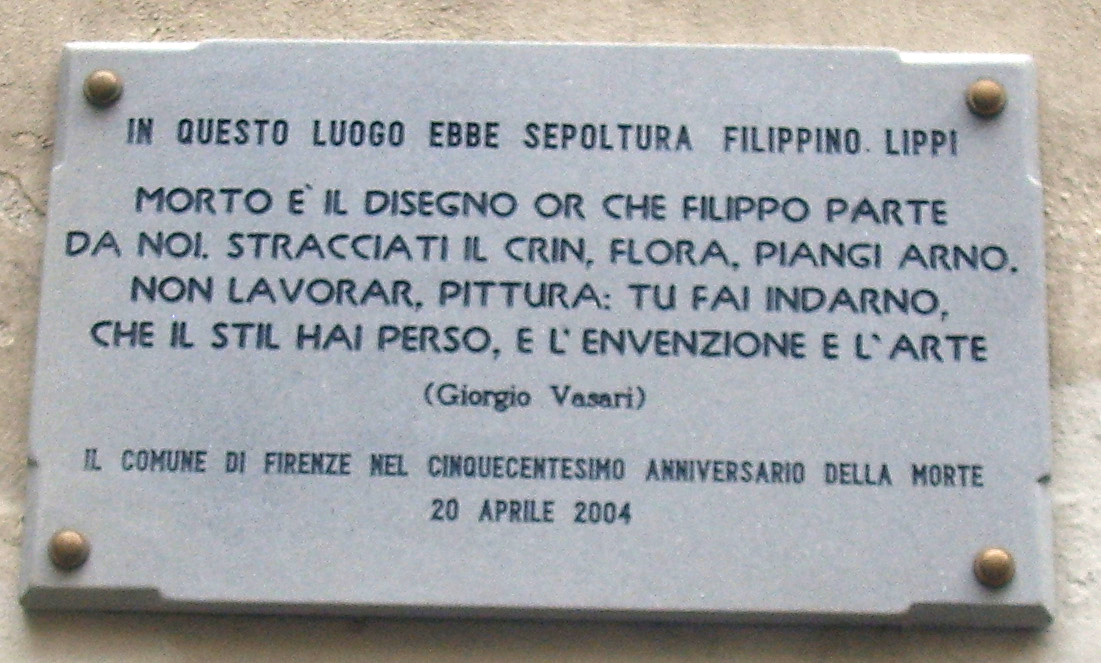
Lapide che ricorda la sepoltura di Filippino, parete esterna di San Michelino Visdomini

Nel 1501 eseguì il Matrimonio mistico di santa Caterina di Alessandria per la chiesa di San Domenico a Bologna. Due anni dopo, il comune di Prato gli commissionò, per la sala dell'Udienza dei Priori, una Madonna col Bambino e santi, oggi al Museo Civico cittadino.
In una lettera del 1503 scritta da Botticelli a Isabella d'Este Filippino è ricordato come molto impegnato, così come il Perugino, mentre Botticelli si offriva di lavorare per la marchesa come libero da impegni. Nel 1503 dipinse una pala per San Teodoro a Genova.
L'ultima opera fu: la Deposizione per la chiesa della Santissima Annunziata di Firenze, che rimase incompiuta, a causa della sua morte nell'aprile del 1504, e che venne completata dal Perugino. Pochi mesi prima aveva fatto in tempo a partecipare a una commissione che decise la collocazione del David di Michelangelo, seguendo proprio la proposta di Filippino che pensò all'Arengario davanti a Palazzo Vecchio in piazza della Signoria.
Filippino fu sepolto a ridosso della chiesa di San Michele Visdomini, come ricorda una targa apposta in epoca recente. La sua morte fu molto rimpianta da suoi concittadini, che dovevano stimarne molto anche le qualità umane, oltre che artistiche. Come si usava per i funerali principeschi, per il corteo funebre di Filippino vennero chiuse tutte le botteghe su via de' Servi.

## Note

Francobollo italiano per il Quinto centenario della nascita di Filippino Lippi

## Discendenti e allievi
Suo figlio Giovanfrancesco Lippi (nato a Firenze nel 1501) fu uno stimato orafo. Tra i suoi allievi ci furono il cosiddetto Maestro di Memphis, suo stretto collaboratore, Raffaellino del Garbo e una serie di lucchesi come Michele Ciampanti (il "Maestro di Stratonice") e suo figlio Ansano di Michele.

## Opere
- Annunciazione, 1472, tempera su tavola, 175×181 cm, Firenze, Galleria dell'Accademia
- Deposizione, 1473, tavola, Cherbourg, Musée des Beaux-Arts
- Incoronazione della Vergine, 1475 circa, tempera su tavola, 90,2×222,3 cm, Washington, National Gallery of Art
- Madonna col Bambino, 1475 circa, tavola, Berlino, Gemäldegalerie
- Adorazione del Bambino, 1475-1480 circa, tempera su tavola, 82,5×57,3 cm, Washington, National Gallery of Art
- Adorazione del bambino, olio su tavola di quercia (96x71 cm), databile al 1483 circa, e conservato nella Galleria degli Uffizi a Firenze.
- Tobia e l'angelo, 1475-1480 circa, tempera su tavola, 32,7×23,5 cm, Washington, National Gallery of Art
- Madonna del Mare (attr. contesa con Botticelli), 1477 circa, olio su tavola, 60,5×49,5 cm, Firenze, Galleria dell'Accademia
- Madonna della Cintola, tempera su tavola (207x200 cm), databile tra il 1456 e il 1460, e conservata nel Museo Civico di Prato.
- Morte di Lucrezia, 1478-1480, tempera su tavola, 42×126 cm, Firenze, Galleria Palatina
- Storie di Virginia, 1478-1480, tempera su tavola, 45×126 cm, Parigi, Louvre
- Adorazione dei Magi, 1480 circa, tempera e olio su tavola, 57,5×85,7 cm, Londra, National Gallery
- Madonna col Bambino e san Giovannino, 1480 circa, tempera su tavola, 59,1×43,8 cm, Londra, National Gallery
- Madonna col Bambino, sant'Antonio da Padova e un frate, 1480 circa, tempera su tavola di quercia, 57×41,5 cm, Budapest, Museo di belle arti
- Due cassoni con scene di Ester e Assuero, 1480 circa, tempera su tavola
  - Arrivo di Ester davanti alle mura di Susa, 48,4×43,2 cm, Ottawa, National Gallery of Canada
  - Ester scelta da Assuero, 1480 circa, tempera su tavola, 47×131 cm, Chantilly, Museo Condé
  - Vasti in esilio fuori le mura di Susa, 55x49,5 cm, Firenze, Museo Horne
  - Disperazione di Mardocheo, Roma, Galleria Pallavicini-Rospigliosi
  - Svenimento di Ester, 48×132 cm, Parigi, Louvre
  - Trionfo di Mardocheo, 48,4×43,2 cm, Ottawa, National Gallery of Canada
- Adorazione del Bambino, 1480-1483, tempera su piatto di rame, tondo, diametro 83 cm, San Pietroburgo, Ermitage
- Resurrezione del figlio di Teofilo e san Pietro in cattedra, 1481-1482, affresco, 230×598 cm, Firenze, chiesa di Santa Maria del Carmine, Cappella Brancacci
- Disputa di Simon Mago e crocifissione di san Pietro, 1481-1482, affresco, 230×598 cm, Firenze, chiesa di Santa Maria del Carmine, Cappella Brancacci
- San Pietro in carcere visitato da san Paolo, 1481-1482, affresco, 230×88 cm, Firenze, chiesa di Santa Maria del Carmine, Cappella Brancacci
- Liberazione di san Pietro dal carcere, 1481-1482, affresco, 230×88 cm, Firenze, chiesa di Santa Maria del Carmine, Cappella Brancacci
- Apparizione della Vergine a san Bernardo, 1482-1486 circa, olio su tavola, 210×195 cm, Firenze, Badia Fiorentina
- Pala Magrini, 1483 circa, Lucca, chiesa di San Michele in Foro
- Santi Benedetto e Apollonia, 1483 circa, tempera e olio su tavola, 157,5×60 cm, Pasadena, Norton Simon Museum
- Santi Paolo e Frediano, 1483 circa, tempera e olio su tavola, 157,8×59,7 cm, Pasadena, Norton Simon Museum
- Adorazione del Bambino, 1483 circa, olio su tavola di quercia, 96×71 cm, Firenze, Galleria degli Uffizi
- Gabriele annunciante, 1482-1484, olio su tavola di quercia, tondo, diametro 110 cm, San Gimignano, Pinacoteca Comunale
- Vergine annunciata, 1482-1484, olio su tavola di quercia, tondo, diametro 110 cm, San Gimignano, Pinacoteca Comunale
- Ritratto di uomo anziano, 1485 circa, affresco staccato, 47×38 cm, Firenze, Galleria degli Uffizi
- Autoritratto, 1485 circa, affresco staccato, 50×31 cm, Firenze, Galleria degli Uffizi
- Ritratto di giovane, 1485 circa, olio su tavola di quercia, 51×35,5 cm, Washington, National Gallery of Art
- Ritratto di giovane col berretto rosso, 1485, olio su tavola, 53×35 cm, Firenze, Galleria degli Uffizi
- Madonna col Bambino e i santi Girolamo e Domenico, 1485 circa, tempera su tavola, 203,2×186,1 cm, Londra, National Gallery
- Tre arcangeli e Tobiolo, 1485 circa, Torino, Galleria Sabauda
- San Gerolamo penitente, 1485 circa, tempera su tavola, 57×42 cm, Budapest, Museo di belle arti
- Annunciazione e santi, 1485 circa, tempera su tavola, 114x124 cm, Napoli, Museo di Capodimonte
- Centauro ferito, 1485-1490 circa, tecnica mista su tavola, 77,5×68,5 cm, Oxford, Christ Church Picture Gallery
- Pala degli Otto, 1486, tempera su tavola di quercia, 355×255 cm, Firenze, Galleria degli Uffizi
- Cappella di Filippo Strozzi, 1487-1502, affreschi, Basilica di Santa Maria Novella
- Cappella Carafa, 1489-1491, affreschi, Roma, chiesa di Santa Maria sopra Minerva
  - Assunzione e Annunciazione col committente presentato da san Tommaso d'Aquino
  - San Tommaso d'Aquino in cattedra sopra gli eretici
  - Scene dalla vita di san Tommaso d'Aquino
  - Sibille sulla volta
- San Girolamo, 1490 circa, olio su tavola di quercia, 136×71 cm, Firenze, Galleria degli Uffizi
- Natività con due angeli, 1490 circa, tempera e olio su tavola di quercia, 25×37 cm, Edimburgo, National Gallery of Scotland
- Apparizione di Cristo alla Madonna, 1493 circa, olio su tavola, 156,1×146,7 cm, Monaco di Baviera, Alte Pinakothek
- Pala Nerli, 1493-1496 circa, olio su tavola, Firenze, basilica di Santo Spirito
- Angelo adorante, 1495 circa, tempera su tavola, 55,9×25,4 cm, Londra, National Gallery
- Adorazione dei Magi, 1496, olio su tavola di quercia, 258×243 cm, Firenze, Galleria degli Uffizi
- Madonna col Bambino tra i santi Stefano e Caterina, Antonio Abate e Margherita , datato 1498, affresco staccato, cm 239×141×71, Prato, Museo Civico
- Pietà, 1500 circa, tempera e olio su tavola, 19×34,8 cm, Washington, National Gallery of Art
- Crocifissione tra Maria e san Francesco, 1500 circa, tavola, 186×179 cm, già a Berlino, Staatliche Museen, distrutto
- San Giovanni Battista, 1500 circa, olio su tavola, 133×38 cm, Firenze, Galleria dell'Accademia
- Maria Maddalena, 1500 circa, olio su tavola, 133×38 cm, Firenze, Galleria dell'Accademia
- Incontro alla Porta d'Oro, 1500 circa, olio su tavola, 112,5×124 cm, Copenaghen, Statens Museum for Kunst
- Allegoria della Musica (o Erato), 1500 circa, tempera su tavola, 61×51 cm, Berlino, Staatliche Museen
- Crocifissione, 1501 circa, tempera su tavola, 31,2×23,4 cm, Prato, Museo Civico
- Matrimonio mistico di santa Caterina di Alessandria, 1501, tavola, Bologna, chiesa di San Domenico
- Pala di Francesco Lomellini (San Sebastiano fra i santi Giovanni Battista e Francesco;  Madonna col Bambino fra due angeli) 1502-1503, olio su tavola, 393×185 cm, Genova, Palazzo Bianco
- Madonna col Bambino e i santi Stefano e Giovanni Battista, 1502-1503, tempera su tavola, 132×118 cm, Prato, Museo Civico
- Deposizione dalla croce, 1504, olio su tavola, 333×218 cm, Firenze, Galleria dell'Accademia